# 돈이 없어
《돈이 없어》(お金がないっ 오카네가나잇[*])는 일본의 BL 소설이자 만화이다. 소설은 시노자키 히토요가 쓰고 소설의 일러스트와 만화는 코사카 토오루가 그렸다. 드라마 CD와 OVA로도 제작되었다. 

## 줄거리
삼촌이 진 빚을 대신 갚기 위하여 노예 시장에 팔려온 대학생 아야세 유키야는 악덕 사채업자 카노 스무쿠에게 팔려오게 된다. 아야세가 겨울에 쓰러져 있는 카노를 구해준 적이 있기 때문이다. 그러나 아야세는 카노를 기억하지 못하고, 카노는 화가 난 나머지 아야세를 강간한다. 아야세를 산 대금과 소개비를 합쳐서 2억 엔을 아야세에게 빚으로 떠넘기고 한 번 성관계를 할 때마다 50만 엔씩 지불하고 빚을 다 갚으면 자유를 주겠다고 약속한다.